# Shaqapas
Shaqapas o shaqshas es una danza de Ancash, ejecutada con motivo de fiestas religiosas, como la del Señor de Mayo en Huaraz, de la Virgen de la Asunción en Chacas, Nuestra Señora Del Perpetuo Socorro en Supe o en la provincia de Corongo, concretamente en el distrito de Aco. Además se baila en los conos de Lima en concursos escolares y en presentaciones y celebraciones varias. 
El 19 de noviembre de 2008 la danza fue declarada Patrimonio Cultural de la Nación por el Instituto Nacional de Cultura del Perú bajo el nombre de "Shacshas de Huaraz".

## Historia
Existen varias hipótesis sobre los orígenes de esta danza, algunos estudiosos los vinculan con rituales ganaderos o agrícolas de la época prehispánica.
Unas de las teorías manejadas por los veteranos de esta danza nos cuenta que esta danza surgió como medio de burla hacia los españoles conquistadores ya que estos llegaron a imponer su cultura y cambiar la vida de los pobladores, fue hacia que la danza imita cosas españolas, esta teoría la basan en el vestuario que utilizan los danzantes pues la polca o la vestimenta que utilizan se asemeja a la que llevan los españoles en ese entonces, también la corona que utilizan es por la corona de los reyes españoles, el chicote que también era utilizado por los españoles en las minas, las semillas de la shacapa (Thevetia peruviana), una planta de las yungas, en el cual el sonido que producen al chocar su pepas es algo como shac shac y así por eso el nombre de la danza shacsha, siendo esta una teoría más de las muchas que se manejan en torno de esta danza milenaria, guerra y mística.
Otra teoría del surgimiento de esta danza nos dice que surge por un poblado llamado Shacsha, en la actual región Ancash; actualmente la danza se ejecuta en la mayoría de festividades religiosas de esa región.
La profesora Corina Alva Villon hace una descripción de las costumbres y la danza de su pueblo citando que la procesión del San Juan –Santo Patrón de Shacsha-, era acompañada por conjuntos de danzantes locales entre los que destacaba la `Shaqapa Danza´, por su alegría y acrobacia, cuyo jefe de danzantes llevaba en la mano la `Kqatza`, que era un chicote de cuero trenzado con adornos de plata y mango de la pata del venado, que hacía sonar agitándolo en el aire enérgicamente…” mientras los danzantes bailaban … al contagiante compás de la caja y el pincullo mas conocido como Chiska por los pobladores.

## Los danzantes

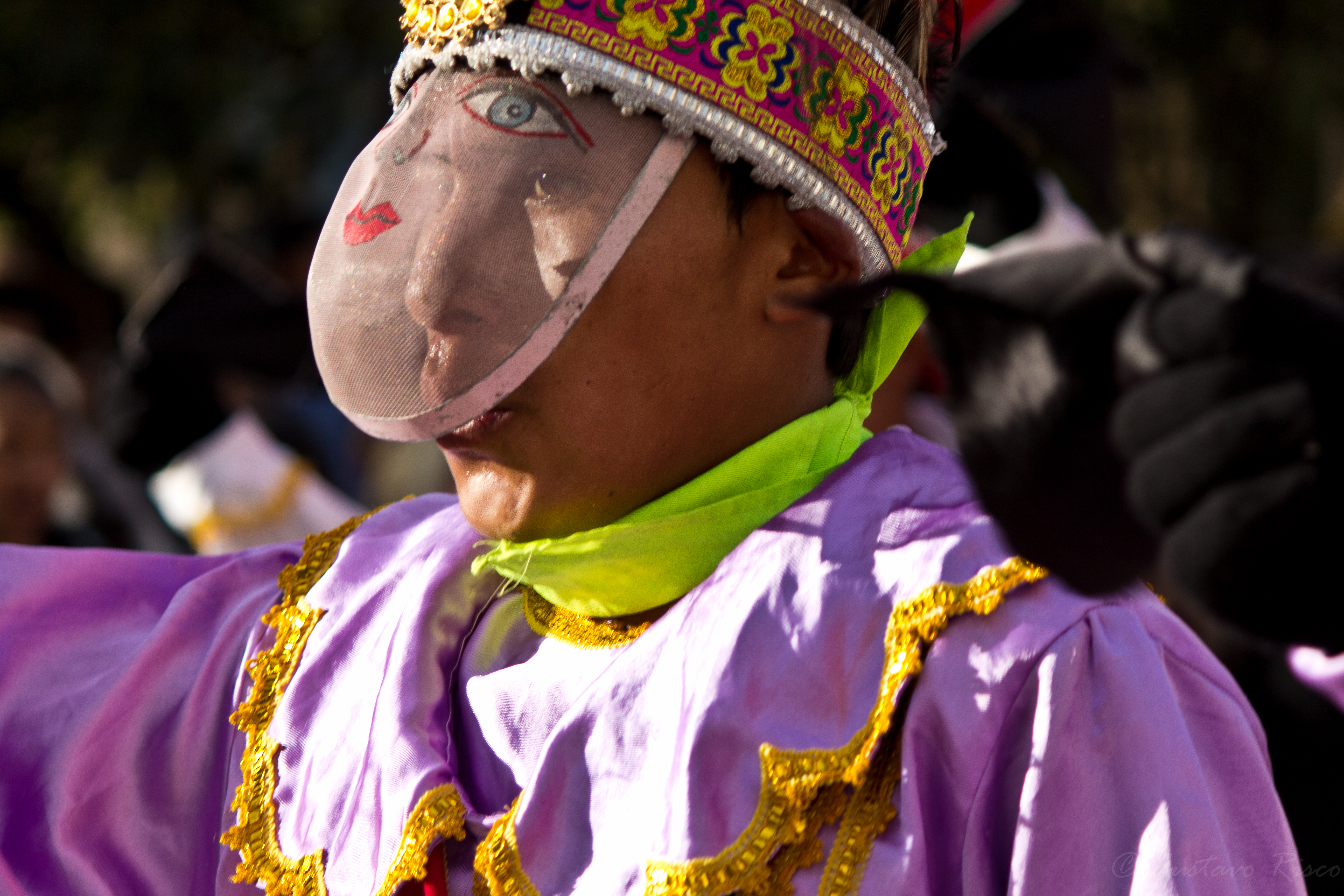
Shaqsha con la típica máscara

Los shaqapas son cultores de una danza cuyo origen se remonta a la época pre-inca, atribuyéndose su origen a la campiña de Shacsha localizada en la Provincia de Yungay en Perú. Actualmente la danza se practica con mayor énfasis en la ciudad de Huaraz capital de la región Ancash donde para la festividad del Señor de Mayo las agrupaciones acompañan durante los días festivos a la venerada imagen.
Los shaqapa tushucoj como se les llamaba entonces, hoy en día toman el nombre de Los Danzantes shaqapas, Shajapas, Shacapas o simplemente Shacshas por su origen.
Además los shaqapas tienen varios integrantes del grupo

## Agrupaciones cultoras deLos Shacsha
Es importante mencionar que la danza de los shacsha es muy difundida y practicada por más un centenar de agrupaciones en lugares como Huaraz capital ancashina, Paramonga, Pativilca, Carhuaz, etc, todos estos lugares del departamento de Ancash cada agrupación cuenta con un promedio de 35 danzantes los cuales por fervor y devoción al Señor de Mayo realizan un sinfín de coreografías, sería mezquino mencionar solo algunos grupos. Por ello basta decir que son muchos los que practican esta danza tanto en la forma del shacsha moderno y antiguo pero todos por amor al Señor de Mayo.